# 光明臺

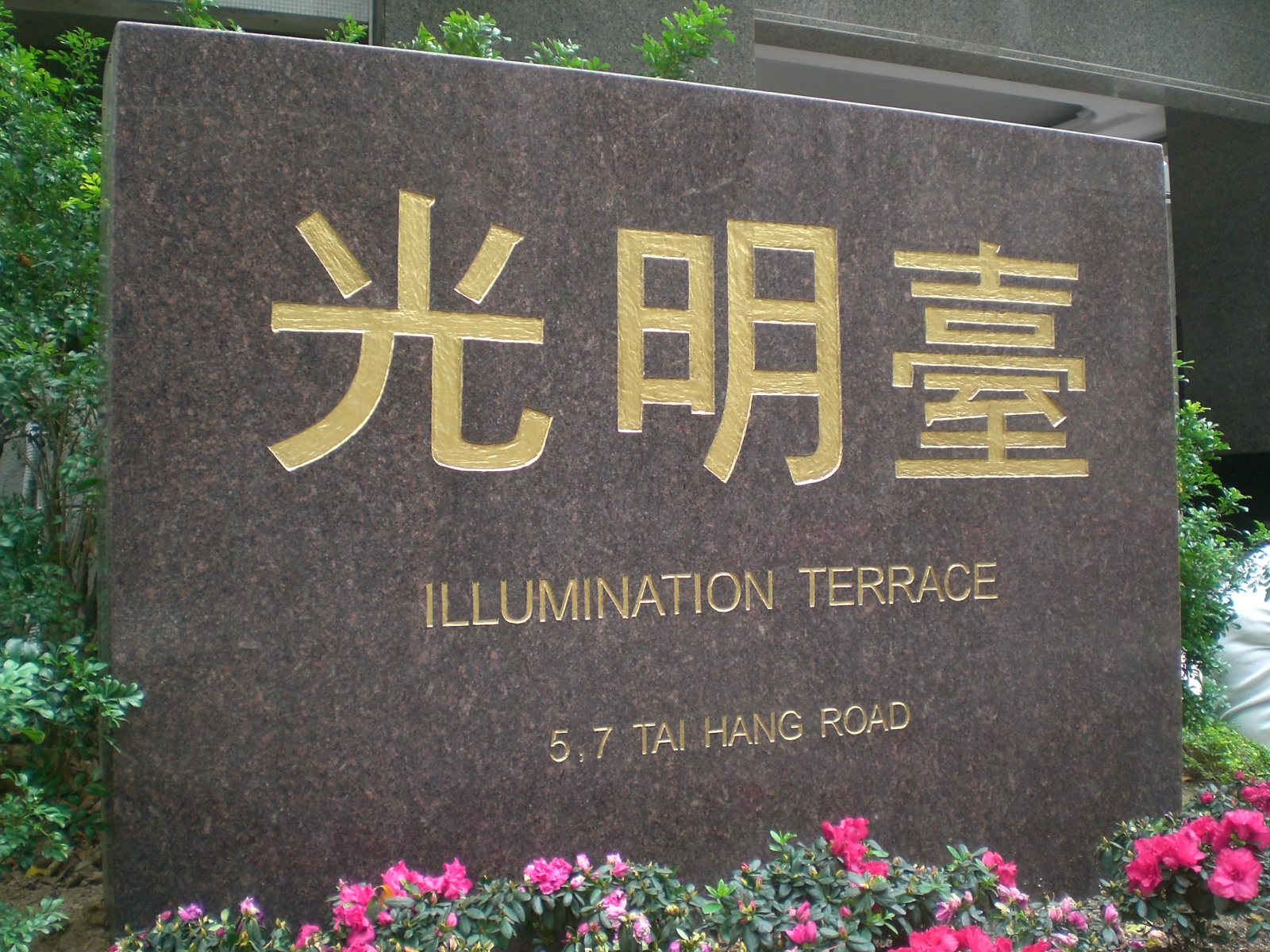
光明臺門牌

光明臺（英語：Illumination Terrace），位於香港島大坑大坑道5至7號，是大坑的一個私人屋苑，分為兩座，樓高45層，提供704個單位，於1993年6月入伙，發展商為新世界發展，自設私人會所及泳池。 

## 屋苑簡介
光明臺由兩座樓高45層之住宅大廈組成，於1993年6月入伙，富城集團負責物業管理。光明臺座落於大坑道，亦毗鄰銅鑼灣，數分鐘車程即可達銅鑼灣購物商業中心地帶。
光明臺是一個配套設施完善，大廈兩梯八伙，最高層為複式單位住宅，兩座大廈共提供704單位，單位面積由兩房兩廳696平方尺至複式單位1300多平方尺不等，而大部份單位更享有維多利亞港海景的美麗景致。
另外，光明臺備有四層停車場共約380餘個停泊車位供住戶租用；住戶更可享有平台花園遊樂場設施，室外游泳池及樓高三層之會所設施，有羽毛球場、壁球場、桌球室、健身室、桑拿室、娛樂室（麻雀）、閱讀室、乒乓球場、遊戲室...林林總總，為光明臺住戶提供不同的娛樂設施。

## 歷史
光明臺前身為一所佛教修院（大坑道9號）及兩座平房（大坑道5至7號）、與益群道一帶3-5層房屋一致，90年代新世界發展收購平房業權，並重建為光明臺兩座45層高大厦及一所佛教男修院佛教女修院。
現在，光明臺及佛教修院業主委員會包括新世界發展（停車場業主）、光明臺1座（大坑道5號）、2座（大坑道7號）及佛教男、女修院代表（大坑道9號），整個重建項目統一管理。

## 特色
光明臺樓高45層，在全大坑的大廈高度中排第1位，比斜對面41層高的帝臺高。
由於大坑一帶建築物多為3-5層平房，所以就光明臺佔有無敵景觀，向海戶擁有山頂-中環-尖沙咀景觀、向山户則飽覽渣甸山-政府大球場景觀。

## 交通
光明臺有巴士來往中環（11、511）、北角碼頭（41A、63）、赤柱（63），其他路線包括專線小巴21M/21A線往銅鑼灣

### 主要交通幹道
- 大坑道
- 銅鑼灣道

## 事件
2009年6月11日，光明臺2座12樓某個單位，早上約5時，鄰居聽到案發單位傳出撕殺聲，管理員到場發現鐵閘反鎖，木門虛掩，查問期間突然關上，管理員發現血漬，立即報警，警方接報後聯同衝鋒隊抵達單位作出調查，消防到場破門入屋，發現屋內一死一傷。死者為45歲（亦有說48歲）中國女子，是建築署高級工程策劃經理，傷者為35歲菲律賓女子，相信是死者的女傭。菲籍女子身上有血跡，懷疑是兇手，警方即時警戒，並作出拘捕，及送往律敦治醫院檢查。其後她被送到青山醫院作精神科檢查。現場檢獲疑似兇器染血菜刀一把。 2010年7月，該菲傭San Jose Maria Jestle Guarin 於香港高等法院承認誤殺，被判入住小欖精神病院。

## 鄰近建築

### 私人屋苑
- 麗星樓（現重建為豪宅「上林」）（大坑道15號，現為大坑道11號 ）
- 大寶閣（大坑道70號）－明星鄭秀文及家人居住於此
- 豪園（嘉寧徑／光明臺斜對面）- 明星陳寶珠及家人居住於此
- Y.I （大坑道10號）
- 嘉崙臺（大坑道152號）－明星陳奕迅及家人2008年前居住於此
- 瑞士花園（大坑道113號）
- 竹麗苑（大坑道8號）
- 永威閣（大坑道3號）
- 龍園（大坑道春暉台1號）
- 渣甸山名門（大坑徑23號）－女歌手容祖兒及家人居住於此
- 龍華花園（大坑徑25號）
- 嘉景台（大坑徑19號）
- 栢園（大坑徑6號）
- 高寧大廈（大坑徑5號）
- 高景大廈（大坑徑7號）
- 大坑台（春暉道5號）
- 雍藝軒（浣紗街55號）
- 玫瑰新邨（司徒拔道41C號）－前政務司司長陳方安生及其家族居住於此
- 曉廬（司徒拔道41D號）－許世勳家族發展；林青霞夫婦、明星張學友及家人居住於此
- 禮頓山（樂活道2B號）－明星陳偉霆、鄭少秋、前政務司司長許仕仁居住於此
- 樂景園（樂活道20號）－明星黎明居於一個3,134呎的高層單位
- 柏樂苑（樂活道38號）－明星舒淇居住於此
- 樂翠台（樂活道10號）
- 樂陶苑（樂活道18號）
- 比華利山（樂活道6號）

### 公共屋邨
- 勵德邨

### 教堂、寺院、醫院
- 聖公會聖馬利亞堂
- 天主教基督君王小堂
- 聖保祿醫院
- 蓮花宮

### 學校
- 聖保祿學校
- 皇仁書院
- 香港真光中學
- 中華基督教會公理高中書院

### 鄰近建築
- 虎豹別墅
- 渣甸山居民協會
- 中華遊樂會－富豪（例如何鴻燊或劉鑾雄）打球之地
- 維景酒店
- 摩頓台天橋